# Liste der Kulturdenkmäler in Niederaula
Die folgende Liste enthält die in der Denkmaltopographie ausgewiesenen Kulturdenkmäler auf dem Gebiet  der Gemeinde Niederaula, Landkreis Hersfeld-Rotenburg, Hessen.
Hinweis: Die Reihenfolge der Denkmäler in dieser Liste orientiert sich zunächst an Ortsteilen und anschließend der Anschrift, alternativ ist sie auch nach der Bezeichnung oder der Bauzeit sortierbar.
Kulturdenkmäler werden fortlaufend im Denkmalverzeichnis des Landes Hessen durch das Landesamt für Denkmalpflege Hessen auf Basis des Hessischen Denkmalschutzgesetzes (HDSchG) geführt. Die Schutzwürdigkeit eines Kulturdenkmals hängt nicht von der Eintragung in das Denkmalverzeichnis des Landes Hessen oder der Veröffentlichung in der Denkmaltopographie ab.

## Kulturdenkmale nach Ortsteilen

### Hattenbach
| Bild                  | Bezeichnung                         | Lage                                                  | Beschreibung | Bauzeit                       | Daten |
| --------------------- | ----------------------------------- | ----------------------------------------------------- | ------------ | ----------------------------- | ----- |
| Bild gesucht BW       | Traufenhaus Alter Weg 4             | Hattenbach, Alter Weg 4 LageFlur: 3, Flurstück: 87/1  |              | um 1800                       |       |
| Bild gesucht BW       | Abschluss einer Hofanlage Am Rain 3 | Hattenbach, Am Rain 3 LageFlur: 3, Flurstück: 76/3    |              | Zweite Hälfte 19. Jahrhundert |       |
| Bild gesucht BW       | Haupthaus und Scheune Am Rain 5     | Hattenbach, Am Rain 5 LageFlur: 3, Flurstück: 76/4    |              | 1754                          |       |
| Bild gesucht BW       | Wohnhaus Am Rain 9                  | Hattenbach, Am Rain 9 LageFlur: 3, Flurstück: 91      |              | Zweite Hälfte 19. Jahrhundert |       |
| Bild gesucht BW       | Schmiede                            | Hattenbach, Dorfstraße 4 LageFlur: 2, Flurstück: 54   |              |                               |       |
| Bild gesucht BW       | Rähmbau Dorfstraße 5                | Hattenbach, Dorfstraße 5 LageFlur: 2, Flurstück: 34/1 |              |                               |       |
| Bild gesucht BW       | Hofanlage Dorfstraße 7              | Hattenbach, Dorfstraße 7 LageFlur: 2, Flurstück: 34/1 |              | 1750                          |       |
| Bild gesucht BW       | Ehemalige Meierei                   | Hattenbach, Hainstraße 3 LageFlur: 1, Flurstück: 77   |              | 1846                          |       |
| Bild gesucht BW       | Ehemalige Mühle                     | Hattenbach, Mühlweg 5 LageFlur: 1, Flurstück: 34      |              | Mitte 18. Jahrhundert         |       |
| Bild gesucht BW       | Fachwerkhaus Schloßberg 2           | Hattenbach, Schloßberg 2 LageFlur: 1, Flurstück: 57   |              |                               |       |
| Bild gesucht BW       | Hofreite Schloßberg 3               | Hattenbach, Schloßberg 3 LageFlur: 1, Flurstück: 63   |              | 1819                          |       |
| Wohnhaus Schloßberg 8 | Wohnhaus Schloßberg 8               | Hattenbach, Schloßberg 8 LageFlur: 1, Flurstück: 54   |              | um 1800                       |       |
| weitere Bilder        | Ehemaliges Schloss                  | Hattenbach, Schloßberg 9 LageFlur: 1, Flurstück: 68/1 |              | 1715                          |       |

### Hilperhausen
| Bild            | Bezeichnung                                   | Lage                                                           | Beschreibung | Bauzeit                       | Daten |
| --------------- | --------------------------------------------- | -------------------------------------------------------------- | ------------ | ----------------------------- | ----- |
| Bild gesucht BW | Haupthaus einer Hofanlage Holzheimer Straße 3 | Hilperhausen, Holzheimer Straße 3 LageFlur: 4, Flurstück: 2/2  |              | Zweite Hälfte 18. Jahrhundert |       |
| Bild gesucht BW | Traufenhaus Holzheimer Straße 6               | Hilperhausen, Holzheimer Straße 6 LageFlur: 4, Flurstück: 56/8 |              | 1825                          |       |
| Bild gesucht BW | Rähmbau Holzheimer Straße 9                   | Hilperhausen, Holzheimer Straße 9 LageFlur: 4, Flurstück: 31/6 |              | 1848                          |       |
| Bild gesucht BW | Wohnhaus Schaubachstraße 2                    | Hilperhausen, Schaubachstraße 2 LageFlur: 4, Flurstück: 25/2   |              | um 1900                       |       |
| Bild gesucht BW | Traufenhaus Schaubachstraße 4                 | Hilperhausen, Schaubachstraße 4 LageFlur: 4, Flurstück: 16/1   |              | Mitte 19. Jahrhundert         |       |
| Bild gesucht BW | Hofanlage Schaubachstraße 6                   | Hilperhausen, Schaubachstraße 6 LageFlur: 4, Flurstück: 20/1   |              | 1835                          |       |

### Kerspenhausen
| Bild                                       | Bezeichnung                                      | Lage                                                                      | Beschreibung | Bauzeit                      | Daten |
| ------------------------------------------ | ------------------------------------------------ | ------------------------------------------------------------------------- | ------------ | ---------------------------- | ----- |
| Bild gesucht BW                            | Gesamtanlage Kerspenhausen                       | Kerspenhausen Lage                                                        |              |                              |       |
| Bild gesucht BW                            | Hofreite Hohlgasse 2                             | Kerspenhausen, Hohlgasse 2 LageFlur: 10, Flurstück: 59/1                  |              |                              |       |
| weitere Bilder                             | Hakenhof Hohlgasse 10                            | Kerspenhausen, Hohlgasse 10 LageFlur: 10, Flurstück: 56/1                 |              | Erste Hälfte 19. Jahrhundert |       |
| weitere Bilder                             | Rähmbau Hohlgasse 12                             | Kerspenhausen, Hohlgasse 12 LageFlur: 10, Flurstück: 52/1                 |              |                              |       |
| Wohnhaus und Werkstattanbau Im Unterdorf 6 | Wohnhaus und Werkstattanbau Im Unterdorf 6       | Kerspenhausen, Im Unterdorf 6 LageFlur: 9, Flurstück: 18/1 und 18/2       |              | Mitte 19. Jahrhundert        |       |
| weitere Bilder                             | Haupthaus einer Hofanlage Im Unterdorf 13        | Kerspenhausen, Im Unterdorf 13 LageFlur: 9, Flurstück: 25/1               |              |                              |       |
| Bild gesucht BW                            | Hofanlage Im Unterdorf 14                        | Kerspenhausen, Im Unterdorf 14 LageFlur: 9, Flurstück: 15/1               |              | 1861                         |       |
| Bild gesucht BW                            | Hofanlage Im Unterdorf 19                        | Kerspenhausen, Im Unterdorf 19 LageFlur: 9, Flurstück: 29/1               |              | 19. Jahrhundert              |       |
| weitere Bilder                             | Traufenhaus Im Unterdorf 22                      | Kerspenhausen, Im Unterdorf 22 LageFlur: 9, Flurstück: 113/4              |              | um 1800                      |       |
| weitere Bilder                             | Wohnhaus und Scheune Kirchplatz 1                | Kerspenhausen, Kirchplatz 1 LageFlur: 9, Flurstück: 108/74                |              | Frühes 18. Jahrhundert       |       |
| Wohnhaus Kirchplatz 5                      | Wohnhaus Kirchplatz 5                            | Kerspenhausen, Kirchplatz 5 LageFlur: 9, Flurstück: 156/60                |              |                              |       |
| weitere Bilder                             | Evangelische Kirche und ehemalige Gerichtsstätte | Kerspenhausen, Kirchplatz 6 LageFlur: 9, Flurstück: 68 und 117/67         |              | 1512                         |       |
| Bild gesucht BW                            | Rähmbau Kreuzweg 5                               | Kerspenhausen, Kreuzweg 5 LageFlur: 10, Flurstück: 9/1                    |              | Spätes 18. Jahrhundert       |       |
| weitere Bilder                             | Fachwerkhaus Lindenstraße 1                      | Kerspenhausen, Lindenstraße 1 LageFlur: 9, Flurstück: 187/42              |              |                              |       |
| weitere Bilder                             | Wohn-Wirtschaftsgebäude Lindenstraße 2           | Kerspenhausen, Lindenstraße 2 LageFlur: 10, Flurstück: 26/3               |              | Anfang 18. Jahrhundert       |       |
| Traufenhaus Lindenstraße 3                 | Traufenhaus Lindenstraße 3                       | Kerspenhausen, Lindenstraße 3 LageFlur: 9, Flurstück: 38/6                |              | Mitte 18. Jahrhundert        |       |
| weitere Bilder                             | Wohnhaus Lindenstraße 4                          | Kerspenhausen, Lindenstraße 4 LageFlur: 10, Flurstück: 25/2               |              | vor 1700                     |       |
| weitere Bilder                             | Ehemaliges Erntennenhaus Lindenstraße 6          | Kerspenhausen, Lindenstraße 6 LageFlur: 10, Flurstück: 21/2               |              |                              |       |
| weitere Bilder                             | Zweiseithof Lindenstraße 8                       | Kerspenhausen, Lindenstraße 8 LageFlur: 10, Flurstück: 18/4               |              | 1717                         |       |
| weitere Bilder                             | Wohnhaus Lindenstraße 9                          | Kerspenhausen, Lindenstraße 9 LageFlur: 9, Flurstück: 93/33               |              | 18. Jahrhundert              |       |
| weitere Bilder                             | Vierseithof Rosengasse 3                         | Kerspenhausen, Rosengasse 3 LageFlur: 9, Flurstück: 54/1                  |              | 1736                         |       |
| weitere Bilder                             | Wohnhaus Roßbachstraße 15                        | Kerspenhausen, Roßbachstraße 15 LageFlur: 9, Flurstück: 152/81            |              |                              |       |
| Bild gesucht BW                            | Hakenhof Roßbachstraße 16a                       | Kerspenhausen, Roßbachstraße 16a LageFlur: 10, Flurstück: 83/4            |              | Mitte 18. Jahrhundert        |       |
| weitere Bilder                             | Traufenhaus Roßbachstraße 18                     | Kerspenhausen, Roßbachstraße 18 LageFlur: 10, Flurstück: 80/1             |              |                              |       |
| weitere Bilder                             | Rähmbau Roßbachstraße 19                         | Kerspenhausen, Roßbachstraße 19 LageFlur: 9, Flurstück: 76/2              |              | Mitte 19. Jahrhundert        |       |
| weitere Bilder                             | Traufenhaus Roßbachstraße 22                     | Kerspenhausen, Roßbachstraße 22 LageFlur: 10, Flurstück: 135/75           |              | um 1800                      |       |
| weitere Bilder                             | Wohn-Wirtschaftsgebäude Roßbachstraße 24         | Kerspenhausen, Roßbachstraße 24 LageFlur: 10, Flurstück: 238/73           |              | Erste Hälfte 18. Jahrhundert |       |
| Wohnhaus Roßbachstraße 26                  | Wohnhaus Roßbachstraße 26                        | Kerspenhausen, Roßbachstraße 26 LageFlur: 10, Flurstück: 68/5             |              | 1707                         |       |
| weitere Bilder                             | Hofanlage Roßbachstraße 31                       | Kerspenhausen, Roßbachstraße 31 LageFlur: 10, Flurstück: 38/2             |              | 1797                         |       |
| Fachwerkhaus Roßbachstraße 34              | Fachwerkhaus Roßbachstraße 34                    | Kerspenhausen, Roßbachstraße 34 LageFlur: 10, Flurstück: 234/46           |              | 1774                         |       |
| Bild gesucht BW                            | Scheune Hof Nr. 1                                | Kerspenhausen, Ortsteil Rosbach - Hof Nr. 1 LageFlur: 12, Flurstück: 57/2 |              | 1894                         |       |
| Bild gesucht BW                            | Ehemalige Mühle                                  | Kerspenhausen, Ortsteil Rosbach - Hof Nr. 3 LageFlur: 12, Flurstück: 72   |              | 1663                         |       |

### Kleba
| Bild            | Bezeichnung                 | Lage                                                 | Beschreibung | Bauzeit                       | Daten |
| --------------- | --------------------------- | ---------------------------------------------------- | ------------ | ----------------------------- | ----- |
| Bild gesucht BW | Wohnhaus Eichbergstraße 1   | Kleba, Eichbergstraße 1 LageFlur: 1, Flurstück: 129  |              | Zweite Hälfte 19. Jahrhundert |       |
| Bild gesucht BW | Wohnhaus Klebaer Straße 3   | Kleba, Klebaer Straße 3 LageFlur: 1, Flurstück: 41/2 |              | 1862                          |       |
| Bild gesucht BW | Wohnhaus Klebaer Straße 6   | Kleba, Klebaer Straße 6 LageFlur: 1, Flurstück: 11   |              |                               |       |
| Bild gesucht BW | Wohnhaus Klebaer Straße 8   | Kleba, Klebaer Straße 8 LageFlur: 1, Flurstück: 10   |              | 1749                          |       |
| Bild gesucht BW | Einhaus Klebaer Straße 9    | Kleba, Klebaer Straße 9 LageFlur: 1, Flurstück: 64   |              | Spätes 19. Jahrhundert        |       |
| Bild gesucht BW | Streckhof Klebaer Straße 15 | Kleba, Klebaer Straße 15 LageFlur: 1, Flurstück: 106 |              | Spätes 19. Jahrhundert        |       |
| Bild gesucht BW | Hakenhof Klebaer Straße 16  | Kleba, Klebaer Straße 16 LageFlur: 1, Flurstück: 5   |              | 1854                          |       |

### Mengshausen
| Bild            | Bezeichnung                              | Lage                                                             | Beschreibung | Bauzeit                       | Daten |
| --------------- | ---------------------------------------- | ---------------------------------------------------------------- | ------------ | ----------------------------- | ----- |
| Bild gesucht BW | Gesamtanlage Mengshausen                 | Mengshausen Lage                                                 |              |                               |       |
| Bild gesucht BW | Scheune Am Linges 8                      | Mengshausen, Am Linges 8 LageFlur: 8, Flurstück: 78/1            |              | 1696                          |       |
| Bild gesucht BW | Wohn-Wirtschaftsgebäude Am Linges 10     | Mengshausen, Am Linges 10 LageFlur: 8, Flurstück: 62/1           |              | um 1800                       |       |
| Bild gesucht BW | Fachwerkhaus Inselstraße 1               | Mengshausen, Inselstraße 1 LageFlur: 9, Flurstück: 8             |              |                               |       |
| Bild gesucht BW | Dreiseithof Inselstraße 2                | Mengshausen, Inselstraße 2 LageFlur: 9, Flurstück: 73/4          |              | 1783                          |       |
| Bild gesucht BW | Wohnhaus Inselstraße 3                   | Mengshausen, Inselstraße 3 LageFlur: 9, Flurstück: 10            |              | 1784                          |       |
| Bild gesucht BW | Hofanlage Inselstraße 11                 | Mengshausen, Inselstraße 11 LageFlur: 8, Flurstück: 21           |              | Ende 17. Jahrhundert          |       |
| Bild gesucht BW | Haupthaus einer Hofanlage Inselstraße 12 | Mengshausen, Inselstraße 12 LageFlur: 9, Flurstück: 66/1         |              | 1769                          |       |
| Bild gesucht BW | Wohn-Wirtschaftsgebäude Inselstraße 14   | Mengshausen, Inselstraße 14 LageFlur: 9, Flurstück: 70/1         |              | Spätes 18. Jahrhundert        |       |
| Bild gesucht BW | Wohn-Stallhaus Kerspenhäuser Straße 8    | Mengshausen, Kerspenhäuser Straße 8 LageFlur: 8, Flurstück: 92/5 |              | Mitte 18. Jahrhundert         |       |
| Bild gesucht BW | Evangelische Kirche                      | Mengshausen, Kirchgasse 12 LageFlur: 9, Flurstück: 129/19 und 18 |              | 1625                          |       |
| Bild gesucht BW | Einhaus Solmser Straße 1                 | Mengshausen, Solmser Straße 1 LageFlur: 9, Flurstück: 75         |              | Mitte 19. Jahrhundert         |       |
| Bild gesucht BW | Haupthaus und Scheune Solmser Straße 3   | Mengshausen, Solmser Straße 3 LageFlur: 9, Flurstück: 81         |              | 17. Jahrhundert               |       |
| Bild gesucht BW | Hakenhof Solmser Straße 5                | Mengshausen, Solmser Straße 5 LageFlur: 9, Flurstück: 78         |              | 1793                          |       |
| Bild gesucht BW | Hofabschluss Talstraße 10                | Mengshausen, Talstraße 10 LageFlur: 9, Flurstück: 104/2          |              | um 1800                       |       |
| Bild gesucht BW | Scheune Talstraße 12                     | Mengshausen, Talstraße 12 LageFlur: 9, Flurstück: 99/2           |              | Erste Hälfte 18. Jahrhundert  |       |
| Bild gesucht BW | Hakenhof Talstraße 16                    | Mengshausen, Talstraße 16 LageFlur: 9, Flurstück: 95             |              | Zweite Hälfte 18. Jahrhundert |       |

### Niederaula
| Bild                                   | Bezeichnung                                                 | Lage                                                                   | Beschreibung                                                                            | Bauzeit                       | Daten |
| -------------------------------------- | ----------------------------------------------------------- | ---------------------------------------------------------------------- | --------------------------------------------------------------------------------------- | ----------------------------- | ----- |
| Bild gesucht BW                        | Gesamtanlage Niederaula                                     | Niederaula Lage                                                        |                                                                                         |                               |       |
| weitere Bilder                         | Dreiseithof Bahnhofstraße 14                                | Niederaula, Bahnhofstraße 14 LageFlur: 8, Flurstück: 185/1             |                                                                                         | Erste Hälfte 18. Jahrhundert  |       |
| weitere Bilder                         | Seitlicher Hofabschluss Bahnhofstraße 21                    | Niederaula, Bahnhofstraße 21 LageFlur: 9, Flurstück: 116/4             |                                                                                         | 1793                          |       |
| Fachwerkhaus Bahnhofstraße 24          | Fachwerkhaus Bahnhofstraße 24                               | Niederaula, Bahnhofstraße 24 LageFlur: 9, Flurstück: 81/5              |                                                                                         |                               |       |
| Wohnhaus Bahnhofstraße 27              | Wohnhaus Bahnhofstraße 27                                   | Niederaula, Bahnhofstraße 27 LageFlur: 9, Flurstück: 61/1              |                                                                                         | Frühes 18. Jahrhundert        |       |
| weitere Bilder                         | Ehemaliges Hospital                                         | Niederaula, Bahnhofstraße 32 LageFlur: 9, Flurstück: 76/2              |                                                                                         | 1668                          |       |
| Fachwerkhaus Bahnhofstraße 34          | Fachwerkhaus Bahnhofstraße 34                               | Niederaula, Bahnhofstraße 34 LageFlur: 9, Flurstück: 76/2              |                                                                                         | 1900                          |       |
| weitere Bilder                         | Hofreite Hauptstraße 8                                      | Niederaula, Hauptstraße 8 LageFlur: 8, Flurstück: 175/5                |                                                                                         | Mitte 19. Jahrhundert         |       |
| weitere Bilder                         | ehemaliger Amtshof                                          | Niederaula, Hauptstraße 13+15 LageFlur: 8, Flurstück: 83/4, 85/4, 83/8 | Amtshof für das Amt Niederaula, heute auch Filiale der Sparkasse Bad Hersfeld-Rotenburg | 16. Jahrhundert               |       |
| Bild gesucht BW                        | Wohnhaus Hauptstraße 26                                     | Niederaula, Hauptstraße 26 LageFlur: 8, Flurstück: 124/2               |                                                                                         |                               |       |
| Bild gesucht BW                        | Wohnhaus Hauptstraße 29                                     | Niederaula, Hauptstraße 29 LageFlur: 8, Flurstück: 112/1               |                                                                                         | 1834                          |       |
| weitere Bilder                         | Dreiseithof Hauptstraße 30                                  | Niederaula, Hauptstraße 30 LageFlur: 9, Flurstück: 24/1                |                                                                                         | um 1800                       |       |
| Wohn-Wirtschaftsgebäude Hauptstraße 35 | Wohn-Wirtschaftsgebäude Hauptstraße 35                      | Niederaula, Hauptstraße 35 LageFlur: 8, Flurstück: 120/1               |                                                                                         | Mitte 19. Jahrhundert         |       |
| Wohnhaus Hauptstraße 47                | Wohnhaus Hauptstraße 47                                     | Niederaula, Hauptstraße 47 LageFlur: 8, Flurstück: 4/2                 |                                                                                         | um 1900                       |       |
| Pfarrhaus                              | Pfarrhaus                                                   | Niederaula, Kirchweg 4 LageFlur: 8, Flurstück: 148/2                   |                                                                                         | 1907                          |       |
| weitere Bilder                         | Evangelische Kirche                                         | Niederaula, Kirchweg 6 LageFlur: 8, Flurstück: 151                     |                                                                                         | Erste Hälfte 13. Jahrhundert  |       |
| weitere Bilder                         | Ehemaliges Amtsgericht                                      | Niederaula, Kirchweg 10 LageFlur: 8, Flurstück: 252/162                |                                                                                         | 1798                          |       |
| weitere Bilder                         | Wohn-Wirtschaftsgebäude Mittelstraße 1                      | Niederaula, Mittelstraße 1 LageFlur: 8, Flurstück: 134                 |                                                                                         | Mitte 18. Jahrhundert         |       |
| Scheune Mittelstraße 4                 | Scheune Mittelstraße 4                                      | Niederaula, Mittelstraße 4 LageFlur: 8, Flurstück: 131/2               |                                                                                         | Mitte 19. Jahrhundert         |       |
| Bild gesucht BW                        | Hofabschluss Mittelstraße 6                                 | Niederaula, Mittelstraße 6 LageFlur: 8, Flurstück: 130/1               |                                                                                         | 1781                          |       |
| weitere Bilder                         | Haupthaus einer Hofanlage Ritterstraße 2                    | Niederaula, Ritterstraße 2 LageFlur: 9, Flurstück: 302/66              |                                                                                         | 1807                          |       |
| weitere Bilder                         | Wohn- und gegenüber liegendes Geschäftshaus Ritterstraße 34 | Niederaula, Ritterstraße 34 LageFlur: 9, Flurstück: 27                 |                                                                                         | um 1900                       |       |
| Bild gesucht BW                        | Scheune Schlitzer Straße 1                                  | Niederaula, Schlitzer Straße 1 LageFlur: 8, Flurstück: 196/3           |                                                                                         | 1862                          |       |
| Hofanlage Wiesenweg 6                  | Hofanlage Wiesenweg 6                                       | Niederaula, Wiesenweg 6 LageFlur: 10, Flurstück: 79/1                  |                                                                                         | 1921                          |       |
| weitere Bilder                         | Traufenhaus Ziegenhainer Straße 5                           | Niederaula, Ziegenhainer Straße 5 LageFlur: 8, Flurstück: 213/9        |                                                                                         | Zweite Hälfte 19. Jahrhundert |       |
| Jüdischer Friedhof                     | Jüdischer Friedhof                                          | Niederaula, Ziegenhainer Straße LageFlur: 17, Flurstück: 207/33        |                                                                                         | Mitte 19. Jahrhundert         |       |
| weitere Bilder                         | Ehemaliges Lager Pfaffenwald                                | Niederaula, Außerhalb der Ortslage LageFlur: 22, Flurstück: 47/2       |                                                                                         | 1938                          |       |

### Niederjossa
| Bild                                   | Bezeichnung                            | Lage                                                              | Beschreibung   | Bauzeit                | Daten |
| -------------------------------------- | -------------------------------------- | ----------------------------------------------------------------- | -------------- | ---------------------- | ----- |
| Bild gesucht BW                        | Hofanlage Alsfelder Straße 7           | Niederjossa, Alsfelder Straße 7 LageFlur: 3, Flurstück: 53        |                |                        |       |
| Bild gesucht BW                        | Meilenstein 312                        | Niederjossa, vor Alsfelder Straße 29 LageFlur: 3, Flurstück: 10/8 | Sandsteinstele |                        |       |
| Bild gesucht BW                        | Haupthaus einer Hofanlage Am Bach 2    | Niederjossa, Am Bach 2 LageFlur: 3, Flurstück: 71                 |                |                        |       |
| weitere Bilder                         | Hofanlage Am Bach 4 und 4a             | Niederjossa, Am Bach 4 und 4a LageFlur: 3, Flurstück: 70          |                |                        |       |
| weitere Bilder                         | Fachwerkwohnhaus Am Bach 12            | Niederjossa, Am Bach 12 LageFlur: 3, Flurstück: 65/1              |                | Mitte 19. Jahrhundert  |       |
| Bild gesucht BW                        | Einhaus Am Bach 14                     | Niederjossa, Am Bach 14 LageFlur: 3, Flurstück: 64/1              |                | Mitte 19. Jahrhundert  |       |
| Dreiseithof Jossastraße 1              | Dreiseithof Jossastraße 1              | Niederjossa, Jossastraße 1 LageFlur: 4, Flurstück: 64/1           |                | 1729                   |       |
| Bild gesucht BW                        | Wohn-Wirtschaftsgebäude Jossastraße 5  | Niederjossa, Jossastraße 5 LageFlur: 2, Flurstück: 1              |                | 1754                   |       |
| Bild gesucht BW                        | Hofanlage Jossastraße 7                | Niederjossa, Jossastraße 7 LageFlur: 2, Flurstück: 72             |                | 1849                   |       |
| Wohn-Wirtschaftsgebäude Jossastraße 10 | Wohn-Wirtschaftsgebäude Jossastraße 10 | Niederjossa, Jossastraße 10 LageFlur: 2, Flurstück: 142/1         |                | Mitte 18. Jahrhundert  |       |
| Bild gesucht BW                        | Scheune Kirchberg 4                    | Niederjossa, Kirchberg 4 LageFlur: 2, Flurstück: 16               |                | 1853                   |       |
| Wohn-Wirtschaftsgebäude Korngasse 14   | Wohn-Wirtschaftsgebäude Korngasse 14   | Niederjossa, Korngasse 14 LageFlur: 2, Flurstück: 163             |                | Spätes 19. Jahrhundert |       |
| Bild gesucht BW                        | Hofabschluss Korngasse 16              | Niederjossa, Korngasse 16 LageFlur: 2, Flurstück: 137             |                | Anfang 18. Jahrhundert |       |
| weitere Bilder                         | Hakenhof Nordstraße 8                  | Niederjossa, Nordstraße 8 LageFlur: 2, Flurstück: 20              |                | 1872                   |       |
| Traufenhaus Nordstraße 10              | Traufenhaus Nordstraße 10              | Niederjossa, Nordstraße 10 LageFlur: 2, Flurstück: 21             |                | Spätes 19. Jahrhundert |       |
| weitere Bilder                         | Ehemaliges Erntennenhaus Nordstraße 12 | Niederjossa, Nordstraße 12 LageFlur: 2, Flurstück: 22             |                |                        |       |
| Bild gesucht BW                        | Evangelische Kirche und Grabsteine     | Niederjossa, Pfarrweg 1 LageFlur: 2, Flurstück: 7 und 8           |                | um 1500                |       |

### Solms
| Bild                                    | Bezeichnung                           | Lage                                             | Beschreibung | Bauzeit | Daten |
| --------------------------------------- | ------------------------------------- | ------------------------------------------------ | ------------ | ------- | ----- |
| Bild gesucht BW                         | Hofanlage In der Au 1                 | Solms, In der Au 1 LageFlur: 4, Flurstück: 18    |              |         |       |
| Bild gesucht BW                         | Wohnhaus In der Au 10                 | Solms, In der Au 10 LageFlur: 4, Flurstück: 21/1 |              | 1929    |       |
| Bild gesucht BW                         | Hof Engelbach                         | Solms, Ortsteil Engelbach Lage                   |              | 1592    |       |
| Direkt Bild zu diesem Denkmal hochladen | Familienfriedhof der Familie Scheffer | Solms Flur: 6, Flurstück: 6                      |              | 1902    |       |